# Серники (Куявсько-Поморське воєводство)
Серники (пол. Sierniki) — село в Польщі, у гміні Кциня Накельського повіту Куявсько-Поморського воєводства.
Населення — 136 осіб (2011).
У 1975-1998 роках село належало до Бидгощського воєводства.

## Демографія
Демографічна структура станом на 31 березня 2011 року:
|          | Загалом | Допрацездатний вік | Працездатний вік | Постпрацездатний вік |
| -------- | ------- | ------------------ | ---------------- | -------------------- |
| Чоловіки | 70      | 17                 | 52               | 1                    |
| Жінки    | 66      | 16                 | 42               | 8                    |
| Разом    | 136     | 33                 | 94               | 9                    |